# Pursat (provinshuvudstad)
Pursat är en provinshuvudstad i Kambodja.   Den ligger i provinsen Pursat, i den centrala delen av landet, 150 km nordväst om huvudstaden Phnom Penh. Pursat ligger 25 meter över havet och antalet invånare är 52 476.
Terrängen runt Pursat är mycket platt, och sluttar norrut. Runt Pursat är det ganska tätbefolkat, med 67 invånare per kvadratkilometer. Det finns inga andra samhällen i närheten. Omgivningarna runt Pursat är en mosaik av jordbruksmark och naturlig växtlighet.